# Suanpan

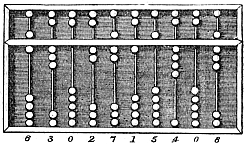
Suanpan (el número representado es 6.302.715.408).

El suanpan (en chino tradicional, 算盤; en chino simplificado, 算盘; pinyin, suànpán) es un ábaco de origen chino, descrito por primera vez en un libro de la Dinastía Han, el Supplementary Notes on the Art of Figures escrito por Xu Yue, aunque el diseño exacto de este suanpan se desconoce. Usualmente, un suanpan mide aproximadamente 20 cm de largo y, según su aplicación, es de ancho variable y con más de siete filas: 2 cuentas en cada fila superior y 5 en la parte inferior. Esta configuración se utiliza tanto para cómputos decimales como hexadecimales. Las cuentas son por lo general redondeadas y hechas de madera dura. Se contabilizan las cuentas al moverlas a través de los fieles, pudiéndose restaurar la posición inicial instantáneamente, con un rápido tirón a lo largo del eje horizontal para alejar las cuentas del centro.
El suanpan tiene otras funciones además del conteo. A diferencia de las tablas de conteo utilizadas en la enseñanza elemental, se han desarrollado técnicas muy eficientes con suanpan para hacer multiplicaciones, divisiones, adiciones, substracciones y raíz cuadrada y cúbica a gran velocidad. 
El suanpan moderno consta de 4+1 cuentas, las coloreadas indican posición y reinician a cero. Cuando se reinicia a cero, dos palancas mecánicas empujan las cuentas superiores a la posición superior, y las cuentas inferiores a la posición inferior. Este mecanismo reemplaza la rotación rápida a través del eje horizontal para restaurar la posición original por fuerza centrífuga.

## Historia

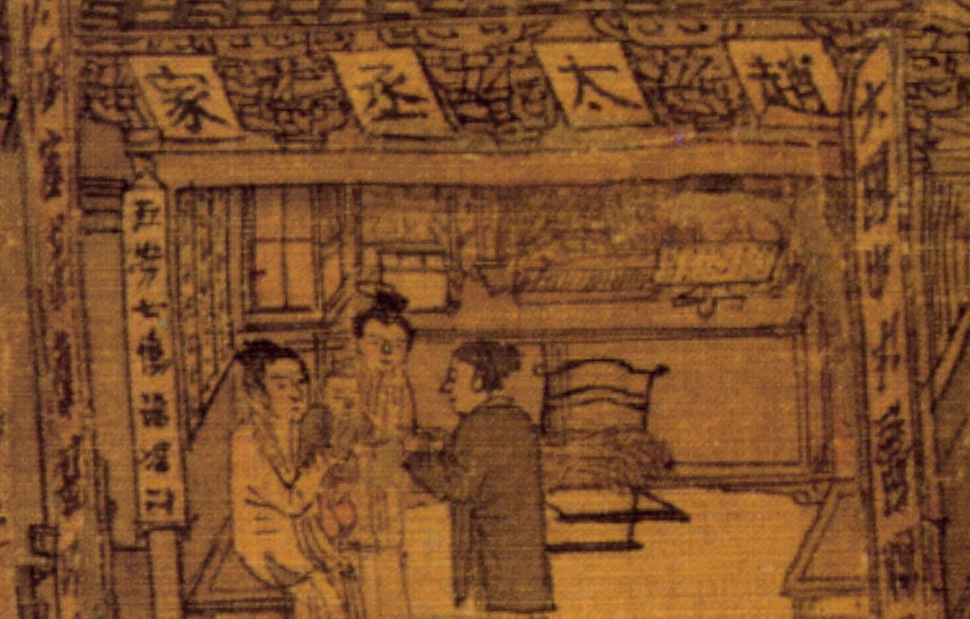
Figura 1.

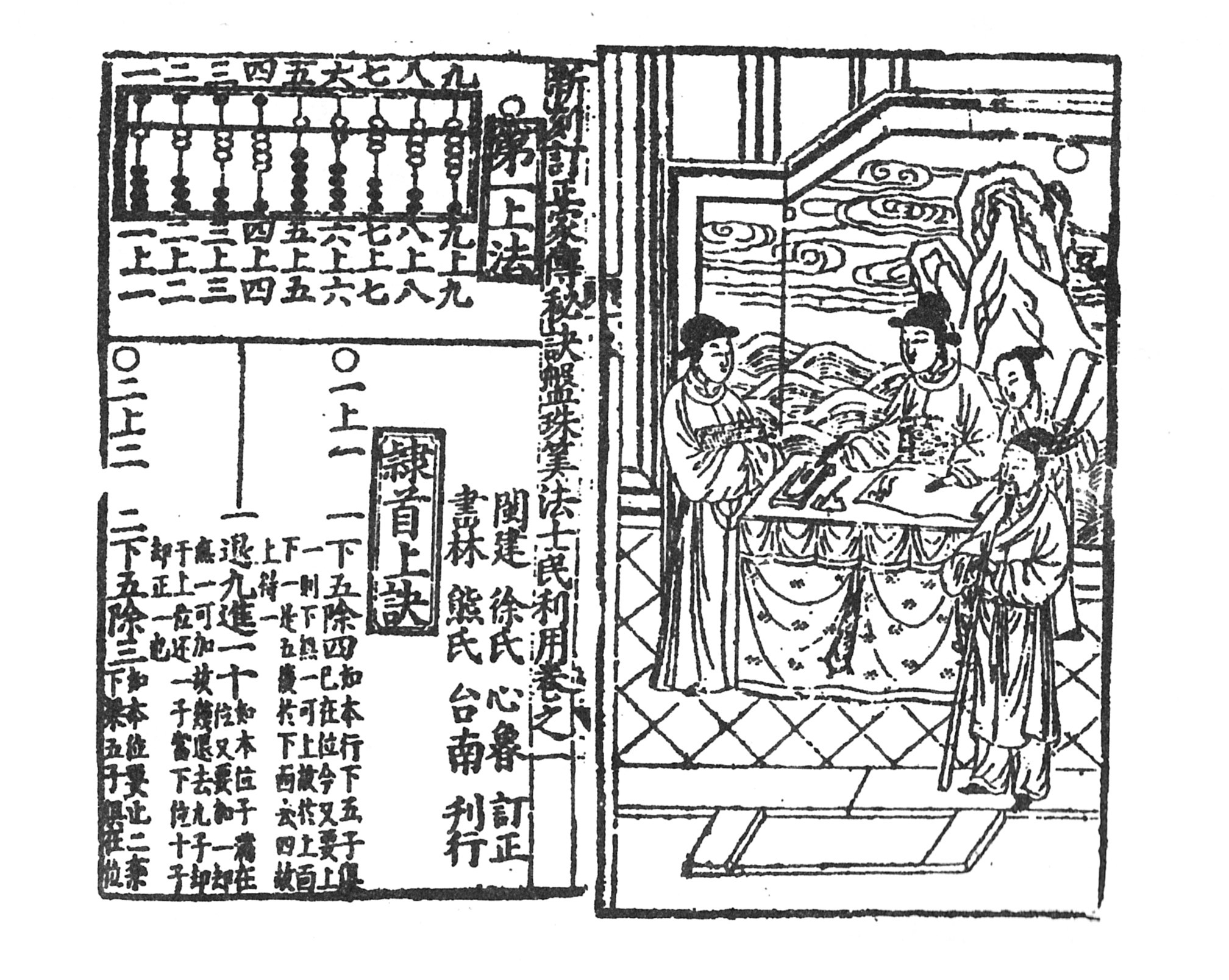
Figura 2.

En El festival Qingming junto al río(fig.1) pintado por Zhang Zeduan (1085–1145) durante la dinastía Song (960-1279), se  muestra un suanpan al lado del libro de cuentas y de prescripciones, sobre el contador de un boticario (aunque la identificación del objeto con un ábaco es materia de debate).
El suanpan 5+1 apareció durante la época de la dinastía Ming; una ilustración de un libro de 1573 muestra un suanpan con una cuenta arriba y cinco abajo. (fig.2)
Las similitudes entre el ábaco chino y el ábaco romano sugieren que pueden haberse inspirado uno del otro, pues hay evidencia de intercambio comercial entre China y el Imperio romano. Sin embargo, una conexión directa no ha podido ser demostrada, la similitud entre los ábacos puede ser incidental, derivadas ambas del hecho de contar con los cinco dedos de la mano. Mientras que los modelos chino y romano (y casi todos los japoneses actuales) tienen 4+1 cuentas por lugar decimal, la versión antigua del suanpan chino tenía 5+2, lo que permitía algorítmos aritméticos menos desafiantes, y también permitía el uso del sistema de numeración hexadecimal. En lugar de correr sobre alambres como en los modelos chino y japonés, las cuentas de los romanos corrían por surcos, lo que presumiblemente volvía los cálculos aritméticos más lentos. 
Otra posible fuente del suanpan son las varillas de conteo chino, que operaban con un lugar posicional decimal, y con un lugar vacío para el cero.

## Abalorios
Hay dos tipos de cuentas en el suanpan, los de la parte inferior al separador, y los de la parte superior. Los de la parte inferior suelen llamarse "abalorios de tierra», y se les asigna el valor de 1 en su columna. Los de la parte superior reciben el nombre de «abalorios del cielo» y llevan el valor de 5 en su columna. Las columnas son como los «lugares» en los números arábigos: una de las columnas, generalmente situada a la extrema derecha, representa las unidades; a su izquierda las decenas, centenas, millares, y así sucesivamente; si hay columnas a su derecha, representan las décimas, centésimas, y así sucesivamente.
El suanpan es un ábaco 2:5, dos abalorios del cielo y cinco abalorios de tierra. Si se compara con el soroban, un ábaco 1:4, se podría pensar que el suanpan tiene dos cuentas «extra» en cada columna. De hecho, para representar números decimales, o para sumarlos o restarlos, estrictamente solo se necesita una cuenta superior y cuatro cuentas inferiores en cada columna. Puede ser que estas cuentas extra hayan sido usadas para representar números hexadecimales en el suanpan y para sumarlos o restarlos. Además, algunos métodos «antiguos» para multiplicar o dividir decimales utilizan esas cuentas extra, como la «Técnica de la Cuenta Extra» o la «Técnica de la Cuenta Suspendida».
Al  finalizar un cálculo decimal con suanpan, nunca se da el caso que las cinco cuentas en la parte inferior terminen todas arriba; si se diera esta situación, las cinco cuentas se tiran hacia atrás y una cuenta de acarreo en la parte inferior toma su lugar. De manera similar, si dos de las cuentas superiores están abajo, se vuelven a tirar para arriba, y una cuenta de acarreo de la parte inferior de la siguiente columna a la izquierda se mueve hacia arriba. Para cálculos hexadecimales, se utilizan cada una de las cuentas de las siete columnas. El resultado de la operación efectuada se deduce de las cuentas acumuladas alrededor del separador entre las cuentas superiores y las inferiores.
Existen diferentes métodos para efectuar una división en el suanpan. Algunos de ellos requieren del uso de la llamada «Tabla China de División».
| Tabla china de división | Tabla china de división | Tabla china de división | Tabla china de división | Tabla china de división | Tabla china de división | Tabla china de división | Tabla china de división | Tabla china de división | Tabla china de división |
|                         | 一 1                    | 二 2                    | 三 3                    | 四 4                    | 五 5                    | 六 6                    | 七 7                    | 八 8                    | 九 9                    |
| ----------------------- | ----------------------- | ----------------------- | ----------------------- | ----------------------- | ----------------------- | ----------------------- | ----------------------- | ----------------------- | ----------------------- |
| 一 1                    | 进一 avance 1           | Ciclo repite            | Ciclo repite            | Ciclo repite            | Ciclo repite            | Ciclo repite            | Ciclo repite            | Ciclo repite            | Ciclo repite            |
| 二 2                    | 添作五 reemplace por 5  | 进一 avance 1           | Ciclo repite            | Ciclo repite            | Ciclo repite            | Ciclo repite            | Ciclo repite            | Ciclo repite            | Ciclo repite            |
| 三 3                    | 三十一 31               | 六十二 62               | 进一 avance 1           | Ciclo repite            | Ciclo repite            | Ciclo repite            | Ciclo repite            | Ciclo repite            | Ciclo repite            |
| 四 4                    | 二十二 22               | 添作五 reemplace por 5  | 七十二 72               | 进一 avance 1           | Ciclo repite            | Ciclo repite            | Ciclo repite            | Ciclo repite            | Ciclo repite            |
| 五 5                    | 添作二 reemplace por 2  | 添作四 reemplace por 4  | 添作六 reemplace por 6  | 添作八 reemplace por 8  | 进一 avance 1           | Ciclo repite            | Ciclo repite            | Ciclo repite            | Ciclo repite            |
| 六 6                    | 下加四 sume 4           | 三十二 32               | 添作五 reemplace por 5  | 六十四 64               | 八十二 82               | 进一 avance 1           | Ciclo repite            | Ciclo repite            | Ciclo repite            |
| 七 7                    | 下加三 sume 3           | 下加六 sume 6           | 四十二 42               | 五十五 55               | 七十一 71               | 八十四 84               | 进一 avance 1           | Ciclo repite            | Ciclo repite            |
| 八 8                    | 下加二 sume 2           | 下加四 sume 4           | 下加六 sume 6           | 添作五 reemplace por 5  | 六十二 62               | 七十四 74               | 八十六 86               | 进一 avance 1           | Ciclo repite            |
| 九 9                    | 下加一 sume 1           | 下加二 sume 2           | 下加三 sume 3           | 下加四 sume 4           | 下加五 sume 5           | 下加六 sume 6           | 下加七 sume 7           | 下加八 sume 8           | 进一 avance 1           |

Las dos cuentas situadas más al extremo, el «abalorio de tierra» más bajo y el «abalorio del cielo» más alto, no se utilizan normalmente para sumas y restas. Son esenciales (compulsivas) en algunos métodos de multiplicación (dos de los tres métodos las requieren) y en métodos de división (especialmente la tabla de división Qiuchu 九歸, uno entre tres métodos). Cuando el resultado intermedio (en multiplicación y división) es mayor que 15 (quince), la más baja de las cuentas superiores se mueve a medio camino para representar diez (xuanchu, suspendido). Luego la misma fila puede representar hasta 19 (compulsivamente en los pasos intermedios en multiplicación y división tradicionales con suanpan).
Las nemotecnias/lecturas del método chino de la división [Qiuchu] tiene sus orígenes en el uso de palillos de bambú [Chousuan], que es una de las razones por las que muchos creen que la evolución del suanpan es independiente del ábaco romano.
Este sistema chino de división (i.e. con «tabla de división») no se utilizaba cuando los japoneses cambiaron su ábaco a una fila superior y cuatro filas inferiores alrededor de los años 1920´s.
Las barras y los abalorios se lubrican seguido para asegurar el movimiento rápido y suave.

## Sistema decimal

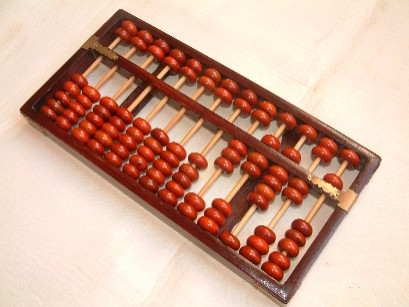
Ábaco chino

Este instrumento funciona como un sistema de numeración de base biquinario en el cual los acarreos y cambios son similares al sistema decimal. Dado que cada fila representa un dígito en el sistema decimal, la capacidad de cómputo con suanpan está limitada únicamente por la cantidad de filas que tiene. Cuando un matemático se queda sin filas, otro suanpan se puede añadir a la izquierda del primero. En teoría, el suanpan se puede expandir indefinidamente de esta manera.

## Sistema hexadecimal
El sistema tradicional chino de unidades de peso era un sistema hexadecimal. Un jin (斤) equivale a dieciséis liang (兩). Los suanpan se utilizaban comúnmente en los mercados para realizar cálculos en estas unidades hexadecimales. Cuando todas las cuentas del suanpan han sido utilizadas, cada columna puede ser usada para representar números entre 0 y 15 (0 y F en la notación hexadecimal moderna). Los cálculos en decimal y hexadecimal son muy similares excepto por una cuenta extra en la parte superior e inferior.[cita requerida]

## Declive en el uso moderno
La aritmética con suanpan era aún enseñada en la escuela en Hong Kong hasta entrados los años 1960s, y en la República de China hasta los 1990's. Sin embargo, cuando el uso de calculadoras de bolsillo se volvió accesible, la voluntad de los escolares de aprender el uso del suanpan decreció dramáticamente. En los primeros días de las calculadoras de bolsillo, a menudo aparecían en los medios noticias sobre operadores con suanpan ganando a las calculadoras electrónicas en concursos de aritmética. Las primeras calculadoras electrónicas solo podían manejar 8 a 10 dígitos significativos, mientras que el suanpan se puede construir virtualmente hasta una precisión ilimitada. Cuando la funcionalidad de las calculadoras mejoró más allá de las simples operaciones aritméticas, la mayoría de la gente se dio cuenta de que el suanpan nunca podría realizar cálculos de funciones más complejos - como los de trigonometría - más rápido que una calculadora. Hoy en día, a medida que las calculadoras se vuelven más accesibles, aunque el suanpan no se usa comúnmente en Hong Kong o Taiwán, muchos padres aún envían a sus hijos a tutores o escuelas privadas - y gubernamentales - auspiciadas después de las actividades escolares, para aprender cuentas aritméticas como ayuda al aprendizaje y como base para mejorar la aritmética mental, o como asunto de preservación cultural. Las competiciones de velocidad aún se llevan a cabo. El suanpan aún se utiliza en otras partes de China y Japón, así como en algunos lugares de Canadá y Estados Unidos. 
En la China continental, los antiguos contables y personal financiero debían pasar ciertos grados de exámenes en aritmética de cuentas antes de ser calificados. Desde 2002 o 2004, este requerimiento ha sido completamente reemplazado por contabilidad computacional.

## Miscelánea
- El suanpan está íntimamente relacionado con el sistema de numeración chino Suzhou.
- Muchos templos taoístas en China y Taiwán cuelgan grandes suanpanes como recordatorio a los seguidores contra las maquinaciones, ya que los cálculos del Hombre nunca ganarán a los del Cielo.[cita requerida]
- El ábaco suanpan fue utilizado en el cálculo de los datos de ingeniería para el desarrollo de la primera bomba atómica china.[5]